# Landrace

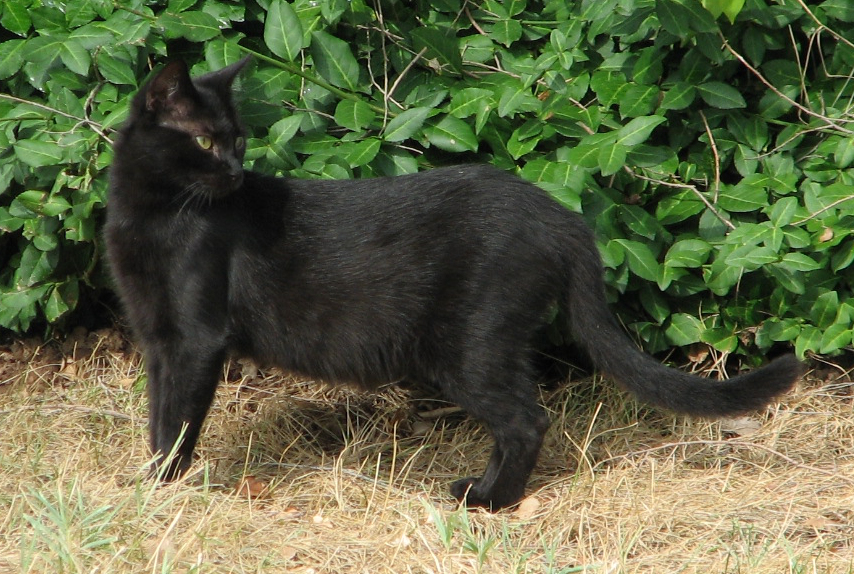
Um gato preto doméstico de pêlo curto feral nos EUA. O gato doméstico de pêlo curto é um landrace de gato doméstico.

Landrace, land-race, raça-da-terra ou raça crioula é um tipo ou variedade regional de animal doméstico que se desenvolveu durante um longo período de tempo se adaptando ao ambiente natural local, desenvolvendo traços próprios. É, portanto, uma variedade de animais endêmica e tradicional de uma região específica, desenvolvida em isolamento geográfico. O termo se estende a qualquer espécie de animal, e até mesmo, por vezes, à plantas.
A seleção artificial para metas de produção ou função útil é típica da maioria das comunidades locais, a exemplo de criação de bovinos domésticos para produção de leite e carne, cães para caça, etc.

## Terminologia
A palavra landrace (land+race) que significa literalmente "raça-da-terra" (em alemão: Landrasse) e cognatos próximos dela são encontrados em várias línguas germânicas. O termo foi definido pela primeira vez (em alemão) por Kurt von Rümker em 1908, e mais claramente descrito (em holandês) em 1909 por U.J Mansholt, que escreveu que as raças crioulas (landraces) têm melhor "estabilidade de suas características" e de "tolerar influências adversas", mas menor capacidade de produção do que as raças selecionadas artificialmente, e estão aptas a mudar geneticamente quando movidas para outro ambiente. A palavra entrou para o inglês não acadêmico no início da década de 1930, por meio do porco landrace-dinamarquês, uma raça específica de suínos.  

## Descrição
Landrace é um variedade de animal doméstico localmente adaptado, uma variedade tradicional de uma espécie de animal ou planta que tem se desenvolvido ao longo do tempo através de adaptação ao seu ambiente natural e cultural de agricultura e pecuária, e devido ao isolamento a partir de outras populações da espécie, gerando uma variedade endêmica e única. 
Landraces são geralmente distinguidos de espécies selecionadas e de raças puras. A palavra race refere-se a definição taxonômica de raça em biologia, não ao sentido etnográfico da palavra.
Os espécimes de uma raça tradicional tendem a ser, no campo genético, relativamente uniformes, mas são mais diversificados do que os membros de uma raça pura. Algumas raças de animais originam-se de tentativas de tornar as raças landraces mais consistentes através da reprodução seletiva e uma raça nativa pode se tornar uma raça formal com a criação de um registro de raça e/ou publicação de um padrão racial. Nesse caso, o landrace pode ser pensado como um "estágio" no desenvolvimento de uma raça moderna. No entanto, em outros casos, a formalização de uma raça indígena pode resultar na perda do recurso genético através de cruzamentos.
As raças locais são distintas das espécies selvagens ancestrais do estoque genético moderno e de espécies ou subespécies separadas derivadas do mesmo ancestral que o estoque genético doméstico moderno. As raças locais não são todas derivadas de ações antigas, em grande parte não modificadas por interesses de criação humana. Em vários casos, mais comumente cães e cavalos, os animais domésticos escaparam em número suficiente em uma área para criar populações ferais que, por meio de pressão seletiva, puderam formar novas raças em apenas alguns séculos. Em outros casos, a simples falha em manter os regimes de reprodução pode fazer o mesmo.[carece de fontes?]
Por exemplo, variedades cultivadas seletivamente podem se tornar novas raças quando a reprodução fracamente seletiva é aplicada.